# Список высших советских офицеров, пропавших без вести во время Великой Отечественной войны
В данном списке представлены высшие советские офицеры РККА и РККФ (в генеральских званиях и им соответствующих), пропавшие без вести в ходе боевых действий во время Великой Отечественной войны.
| №   | Фото | ФИО военачальника                       | Воинское звание                | Занимаемая должность (на момент пропажи)                                                      | Дата исчезновения     | Обстоятельства пропажи                                          |
| --- | ---- | --------------------------------------- | ------------------------------ | --------------------------------------------------------------------------------------------- | --------------------- | --------------------------------------------------------------- |
| 1.  |      | Алферьев, Пётр Фёдорович                | генерал-майор                  | заместитель командующего 2-й ударной армии                                                    | июнь 1942 года        | Пропал без вести во время разгрома 2-й ударной армии            |
| 2.  |      | Буданов, Фёдор Иванович (генерал-майор) | генерал-майор                  | заместитель командира 5-го стрелкового корпуса                                                | 24 июня 1941 года     | Пропал без вести во время боёв в Белоруссии                     |
| 3.  |      | Гарнов, Александр Васильевич            | генерал-майор                  | командир 5-го стрелкового корпуса                                                             | 25 июня 1941 года     | Пропал без вести во время боёв в Белоруссии                     |
| 4.  |      | Карманов, Иван Петрович                 | генерал-майор                  | Командир 62-го стрелкового корпуса                                                            | октябрь 1941 года     | Пропал без вести во время боёв под Москвой.                     |
| 5.  |      | Князев, Степан Ильич                    | дивизионный комиссар           | военный комиссар тыла 24-й армии                                                              | октябрь 1941 года     | Пропал без вести во время боёв под Вязьмой                      |
| 6.  |      | Козлов, Георгий Потапович               | генерал-майор артиллерии       | командующий артиллерией 5-го стрелкового корпуса                                              | июнь 1941 года        | Пропал без вести во время боёв в Белоруссии                     |
| 7.  |      | Копяк, Иван Андреевич                   | генерал-майор                  | командир 140-й стрелковой дивизии                                                             | 7 августа 1942 года   |                                                                 |
| 8.  |      | Ларионов, Георгий Андреевич             | генерал-майор                  | начальник штаба 42-й армии, с 16.09.41 — в распоряжении Военного совета Ленинградского фронта | 18 сентября 1941 года | Пропал без вести в районе Пулково во время боёв под Ленинградом |
| 9.  |      | Меньшиков, Михаил Иванович              | генерал-майор                  | командир 309-й стрелковой дивизии                                                             | 1 марта 1943 года     |                                                                 |
| 10. |      | Падосек, Павел Михайлович               | генерал-майор инженерных войск | начальник инженерных войск 50-й армии                                                         | ноябрь 1941 года      | Пропал без вести во время боёв под Москвой                      |
| 11. |      | Силкин, Тихон Константинович            | генерал-майор                  | командир 170-й стрелковой дивизии                                                             | 15 июля 1941 года     | Пропал без вести во время боёв под Смоленском                   |
| 12. |      | Смирнов, Андрей Николаевич              | генерал-майор                  | начальник штаба 27-го стрелкового корпуса                                                     | сентябрь 1941 года    | Пропал без вести во время боёв под Киевом                       |
| 13. |      | Шустин, Анатолий Матвеевич              | дивизионный комиссар           | начальник политотдела 19-й армии                                                              | октябрь 1941 года     | Пропал без вести во время боёв под Вязьмой                      |